# Michael Köllner
Michael Köllner (Fuchsmühl, 29 dicembre 1969) è un allenatore di calcio e dirigente sportivo tedesco.

## Carriera
Köllner ha completato la formazione professionale come assistente dentale presso le forze armate tedesche. Come giocatore di calcio, è stato attivo in diverse squadre di classe inferiore nell'Alto Palatinato e nell'Alta Franconia, ad esempio all'SG Fuchsmühl nel suo luogo di nascita. È uno specialista sportivo dal 2001 ed è istruttore di calcio DFB dal 2004. Ha scritto diverse tattiche di calcio e manuali di allenamento. Dal 2002 al 2014 è stato coordinatore DFB per la promozione dei talenti e direttore sportivo responsabile per le squadre regionali da U13 a U17.
All'inizio di marzo 2017, Köllner ha assunto la posizione di allenatore nel club di seconda divisione 1. FC Nürnberg. Alla fine della stagione 2017/18 è stato promosso in Bundesliga con il club. Dopo la caduta in zona retrocessione, rimasta ferma dalla 16ª giornata, e l'eliminazione agli ottavi di finale della DFB Cup (0-1 contro l'Amburgo), il 12 febbraio 2019 il club ha deciso di esonerarlo.
Il 9 novembre 2019, il club di terza divisione Monaco 1860 ha assunto Köllner come capo allenatore. Nella stagione 2019/20 ha guidato la sua squadra con una vittoria finale contro il Würzburger Kickers per vincere la Bavarian Toto Cup per la prima volta.
Il 1º ottobre 2020, TSV 1860 ha annunciato di aver prorogato anticipatamente il contratto con Köllner oltre il 30 giugno 2021.

## Statistiche

### Statistiche da allenatore
Statistiche aggiornate al 19 marzo 2021. In grassetto le competizioni vinte.
| Stagione           | Squadra            | Campionato         | Campionato | Campionato | Campionato | Campionato | Coppe nazionali | Coppe nazionali | Coppe nazionali | Coppe nazionali | Coppe nazionali | Coppe continentali | Coppe continentali | Coppe continentali | Coppe continentali | Coppe continentali | Altre coppe | Altre coppe | Altre coppe | Altre coppe | Altre coppe | Totale | Totale | Totale | Totale | % Vittorie | Piazzamento            |
| Stagione           | Squadra            | Comp               | G          | V          | N          | P          | Comp            | G               | V               | N               | P               | Comp               | G                  | V                  | N                  | P                  | Comp        | G           | V           | N           | P           | G      | V      | N      | P      | %          | Piazzamento            |
| ------------------ | ------------------ | ------------------ | ---------- | ---------- | ---------- | ---------- | --------------- | --------------- | --------------- | --------------- | --------------- | ------------------ | ------------------ | ------------------ | ------------------ | ------------------ | ----------- | ----------- | ----------- | ----------- | ----------- | ------ | ------ | ------ | ------ | ---------- | ---------------------- |
| 2016-mar. 2017     | Norimberga II      | FR                 | 22         | 10         | 5          | 7          | -               | -               | -               | -               | -               | -                  | -                  | -                  | -                  | -                  | -           | -           | -           | -           | -           | 22     | 10     | 5      | 7      | 45,45      | Prom. in prima squadra |
| mar.-giu. 2017     | Norimberga         | 2.BL               | 11         | 4          | 1          | 6          | CG              | -               | -               | -               | -               | -                  | -                  | -                  | -                  | -                  | -           |             | -           | -           | -           | 11     | 4      | 1      | 6      | 36,36      | Sub. 12º               |
| 2017-2018          | Norimberga         | 2.BL               | 34         | 17         | 9          | 8          | CG              | 3               | 2               | 0               | 1               | -                  | -                  | -                  | -                  | -                  | -           | -           | -           | -           | -           | 37     | 19     | 9      | 9      | 51,35      | 2º (prom.)             |
| 2018-feb. 2019     | Norimberga         | BL                 | 21         | 2          | 6          | 13         | CG              | 3               | 1               | 1               | 1               | -                  | -                  | -                  | -                  | -                  | -           | -           | -           | -           | -           | 24     | 3      | 7      | 14     | 12,50      | Eson.                  |
| Totale Norimberga  | Totale Norimberga  | Totale Norimberga  | 66         | 23         | 16         | 27         |                 | 6               | 3               | 1               | 2               |                    | -                  | -                  | -                  | -                  |             | -           | -           | -           | -           | 72     | 26     | 17     | 29     | 36,11      |                        |
| nov. 2019-2020     | Monaco 1860        | 3.BL               | 23         | 10         | 8          | 5          | -               | -               | -               | -               | -               | -                  | -                  | -                  | -                  | -                  | -           | -           | -           | -           | -           | 23     | 10     | 8      | 5      | 43,48      | Sub. 8º                |
| 2020-2021          | Monaco 1860        | 3.BL               | 0          | 0          | 0          | 0          | CG              | 0               | 0               | 0               | 0               | -                  | -                  | -                  | -                  | -                  | -           | -           | -           | -           | -           | 0      | 0      | 0      | 0      | —          | in corso               |
| Totale Monaco 1860 | Totale Monaco 1860 | Totale Monaco 1860 | 23         | 10         | 8          | 5          |                 | 0               | 0               | 0               | 0               |                    | -                  | -                  | -                  | -                  |             | -           | -           | -           | -           | 23     | 10     | 8      | 5      | 43,48      |                        |
| Totale carriera    | Totale carriera    | Totale carriera    | 111        | 43         | 29         | 39         |                 | 6               | 3               | 1               | 2               |                    | -                  | -                  | -                  | -                  |             | -           | -           | -           | -           | 117    | 46     | 30     | 41     | 39,32      |                        |